# Алёшина (деревня)
Алёшина — деревня в городском округе Богданович Свердловской области. Управляется Байновским сельским советом.

## География
Населённый пункт расположен на левом берегу реки Полдневой в 20 километрах на юго-восток от административного центра округа — города Богдановича.

### Часовой пояс
Алёшина, как и вся Свердловская область, находится в часовой зоне МСК+2. Смещение применяемого времени относительно UTC составляет +5:00.

## Население
| 2002 | 2010 | 2021 |
| ---- | ---- | ---- |
| 8    | ↗14  | ↘9   |

Структура
По данным переписи 2002 года национальный состав следующий: русские — 72 %. По данным переписи 2010 года в селе было: мужчин — 8, женщин — 6.

## Инфраструктура
Деревня разделена на две улицы (Лесная, Рабочая) и один переулок (Лесной).